# یک عروسی کوچک بی‌سروصدا
یک عروسی کوچک بی‌سروصدا (انگلیسی: A Quiet Little Wedding) یک فیلم کوتاه کمدی به کارگردانی ویلفرد لوکاس و مک سنت است که در سال ۱۹۱۳ منتشر شد.

## گزیدهٔ بازیگران
- راسکو آرباکل
- چارلز آوری
- آلیس دَوِنپورت
- مینتا دارفی
- بیلی گیلبرت
- ادگار کندی
- اَل سنت جان